# Begbalel (cràter)
Begbalel és un cràter sobre la superfície del planeta nan Ceres, situat amb el sistema de coordenades planetocèntriques a 23.48 ° de latitud nord i 331.86 ° de longitud est. Fa un diàmetre de 102 km. El nom va ser fet oficial per la UAI el 16 de setembre del 2016 i fa referència a Begbalel, guardià dels camps de taro que garanteix la collita de la cultura de l'illa Yap.